# Umashankar Joshi

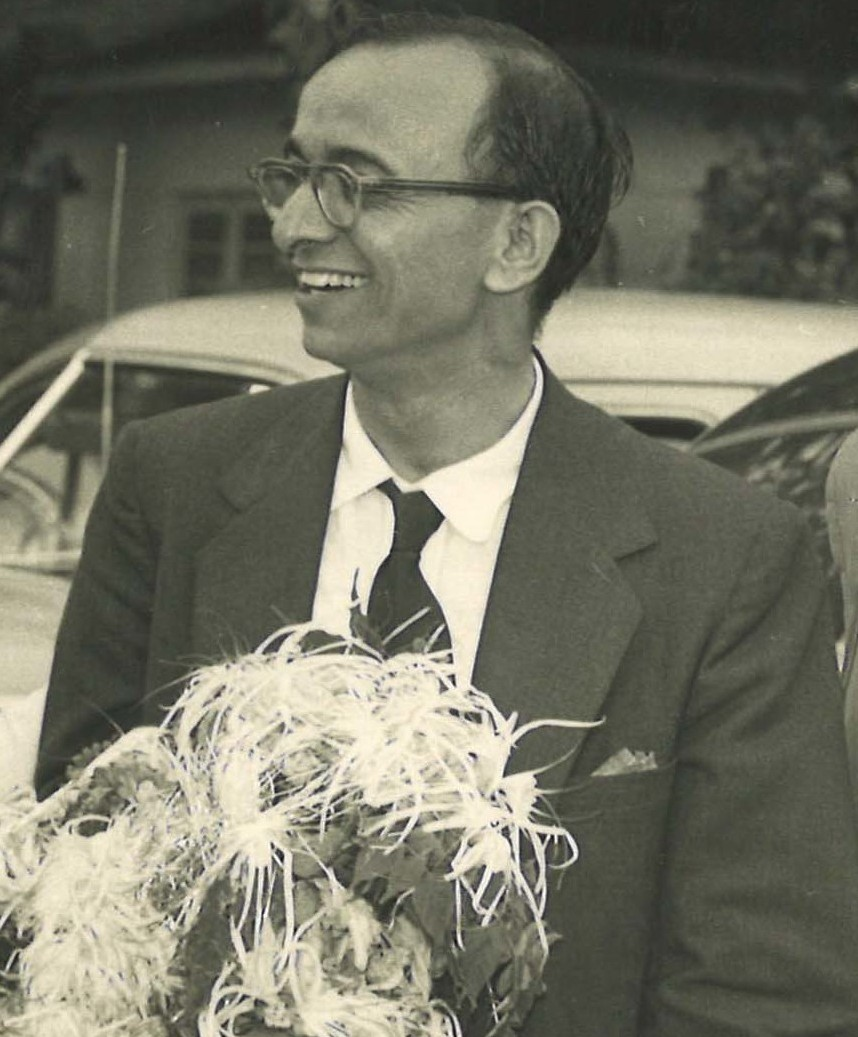

Umashankar Joshi (en guyaratí, ઊમાશંકર જોષી]], Bamna, Sabarkantha, Gujarat, 12 de julio de 1911-Umashankar Joshi, Maharastra) 19 de diciembre de 1988) escritor y escolar indio en guyaratí. Recibió el Premio Jnanpith por su aportación a la literatura india, especialmente en su idioma vernáculo.

## Obra
- Nishith ( નિશિથ ) – El dios de media noche
- Gangotri ( ગંગોત્રી )
- Vishwashanti ( વિશ્વશાંતિ ) – Paz mundial
- Mahaprasthan ( મહાપ્રસ્થાન ) – Gran salida
- Abhijna ( અભિજ્ઞ ) - Identificación

## Premios
- Premio Jnanpith - 1967
- Ranjitram Suvarna Chandrak - 1939
- Narmad Suvarna Chandrak - 1947
- Premio Soviet Land Nehru - 1973

## Puestos
- Presidente - Gujarati Sahitya Parishad (1968)
- Presidente - Sahitya Akademi (1978-1982)
- Vicerrector - Gujarat University (1970)